# Onze-Lieve-Vrouw van de Rozenkranskerk (Ukkel)

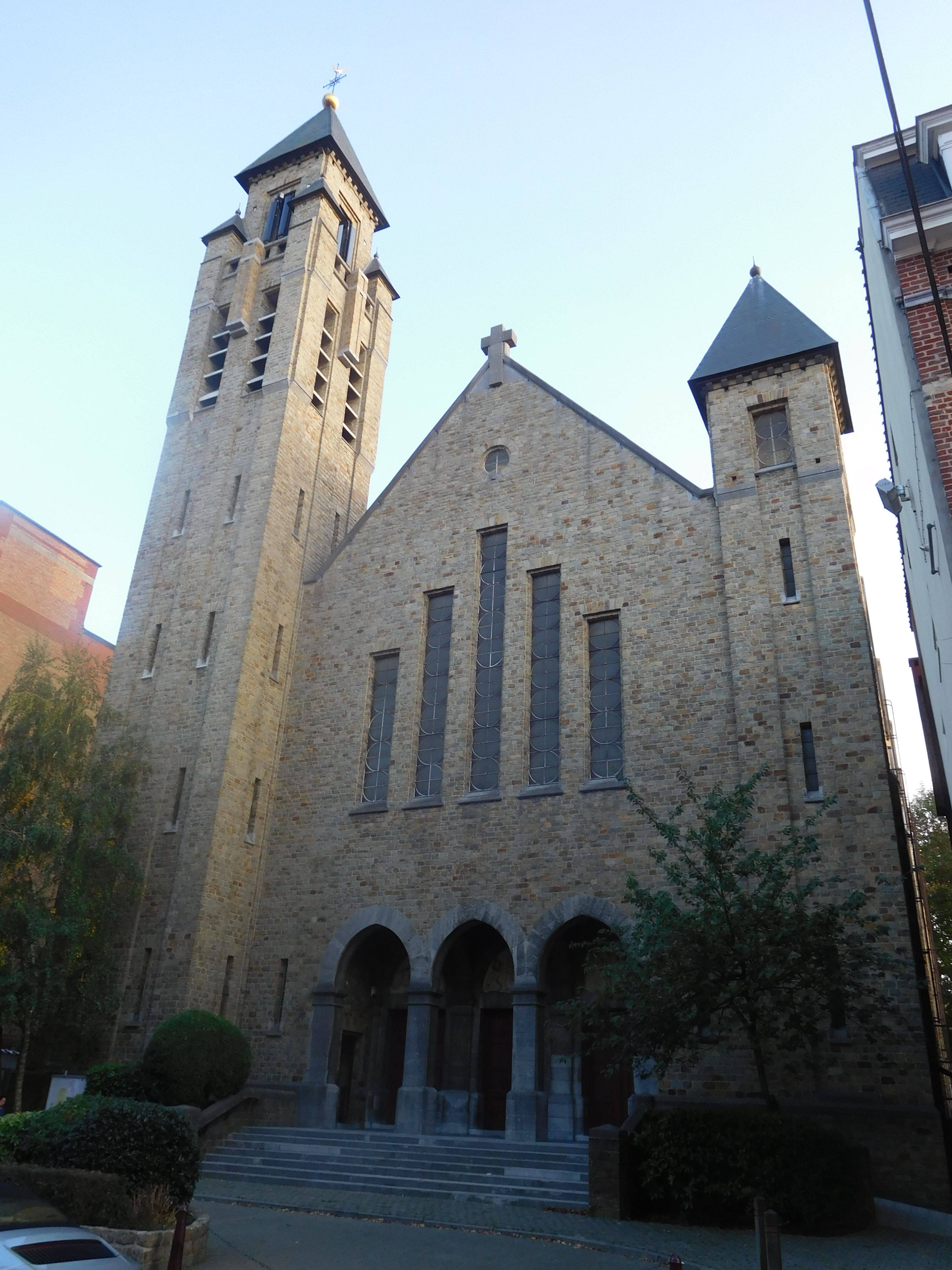
Onze-Lieve-Vrouw van de Rozenkranskerk

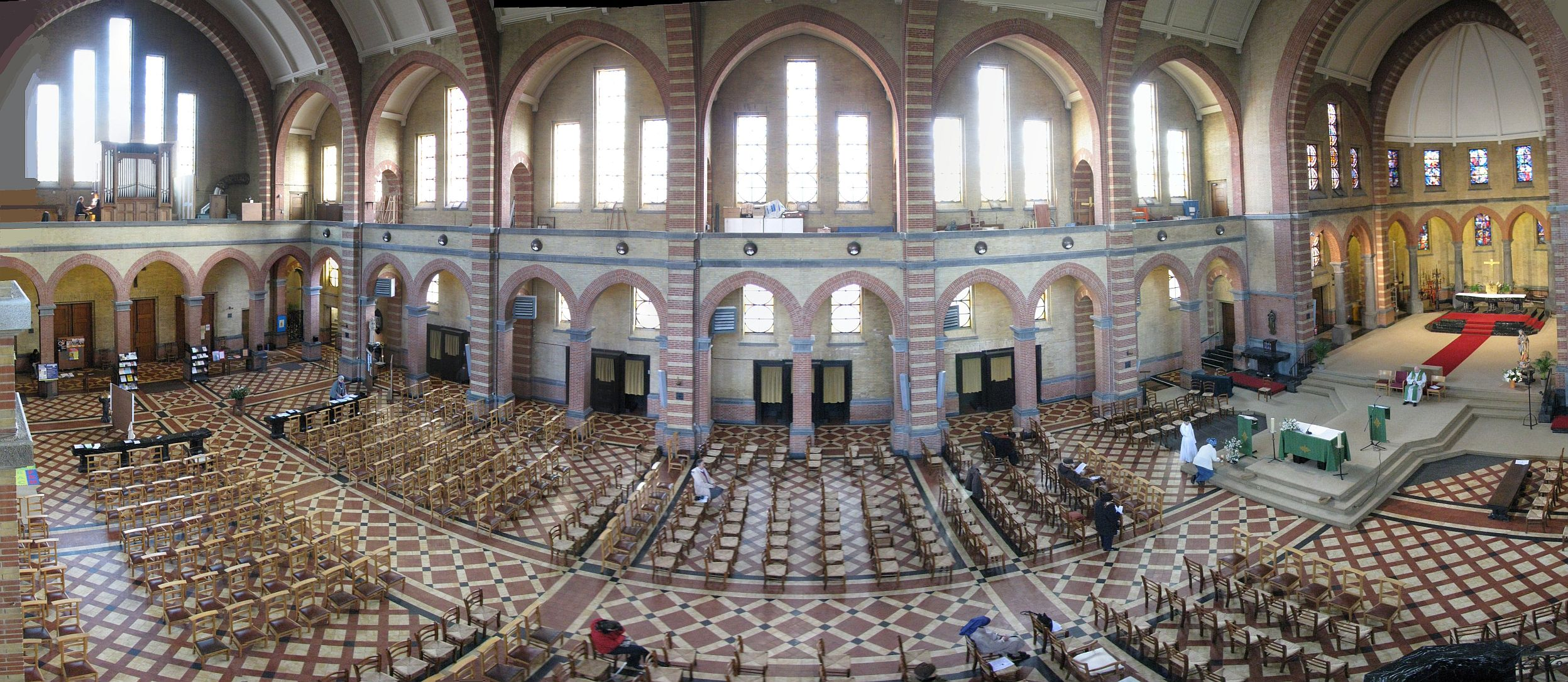

De Onze-Lieve-Vrouw van de Rozenkranskerk (Frans: Église Notre-Dame du Rosaire) is een kerkgebouw in de Belgische gemeente Ukkel in het Brussels Hoofdstedelijk Gewest. De kerk staat aan de Montjoielaan in het noordwesten van de gemeente Ukkel.
De kerk is gewijd aan Onze-Lieve-Vrouw van de Heilige Rozenkrans.

## Geschiedenis
In 1945 werd de kerk gebouwd.

## Gebouw
Het niet-georiënteerde kerkgebouw bestaat uit twee kerktorens, een driebeukig schip met zes traveeën in pseudobasilicale opstand en een zeszijdig gesloten koor met een travee. De twee kerktorens zijn in de frontgevel naast de lengteas geplaatst en vormen een dubbeltorenfront. De westelijke toren is lager dan de oostelijke toren. Beide torens worden gedekt door een tentdak. De zes traveeën hebben aan beide zijden van de kerk eigen topgevels met steekdaken.